# Glen Byam Shaw
Glen Byam Shaw (Londres, Inglaterra, 13 de diciembre de 1904 – ib. 29 de abril de 1996) fue un actor y director de teatro británico.

## Biografía
Su verdadero nombre era Glencairn Alexander Byam Shaw y nació en Londres, Inglaterra. Su padre era el artista John Liston Byam Shaw. Tras una relación de juventud con el poeta Siegfried Sassoon, que continuó siendo uno de sus amigos más íntimos, se casó con la actriz Angela Baddeley. 
Como actor, trabajó principalmente en el teatro, y durante la década de 1930 empezó a dirigir obras teatrales en el West End londinense. Entre 1947 y 1956 fue director de la Old Vic Theatre School, parte del Centro Teatral Old Vic a cargo de Michel Saint-Denis, que también incluía el Young Vic dirigido por George Devine. Entre 1957 y 1959 también fue director del Shakespeare Memorial Theatre en Stratford-upon-Avon.
Glen Byam Shaw falleció en Londres, Inglaterra, en 1996.

## Filmografía
- The Vagabond Queen (1929), como actor.
- The Merry Wives of Windsor (telefilme, 1955), como director.
- Look Back in Anger (telefilme)|Look Back in Anger]] (1959), como actor.